# ثابت بن أقرم
ثابت بن أقرم البلوي (المتوفي سنة 11 هـ) صحابي من بلي، كان حليفًا لبني مالك بن عوف من الأوس، شهد مع النبي محمد المشاهد كلها، كما شارك في غزوة مؤتة، ثم شارك في حروب الردة، واستشهد قبل معركة بزاخة.

## النسب
ثابت بن أقرم بن ثعلبة بن عدي بن العجلان بن حارثة بن ضبيعة بن حرام بن جعل بن جشم بن ودم بن ذبيان بن هميم بن ذهل بن هني بن بلي بن عمرو بن الحاف بن قضاعة 

## سيرته
كان ثابت بن الأقرم من حلفاء بني مالك بن عوف من الأوس. أسلم ثابت، وشهد مع النبي محمد المشاهد كلها. كما شارك في غزوة مؤتة، ودفع إليه المسلمون رايتهم بعد مقتل عبد الله بن رواحة، فسلمها إلى خالد بن الوليد، وقال له: «أنت أعلم بالقتال مني». كذلك روى عروة بن الزبير أن النبي محمد بعثه أميرًا على سرية إلى نجد قبل الغمر، أصيب فيها ثابت بن أقرم.
بعد وفاة النبي محمد، شارك ثابت في حروب الردة، وخرج في جيش خالد بن الوليد الذي بعثه مع عكاشة بن محصن على فرسيهما ليستطلعا له مضارب بني أسد، فلقيا طليحة بن خويلد وسلمة ابني خويلد، فقاتل طليحة عكاشة، وقتل سلمة ثابت، ثم تعاون الأخوان على قتل عكاشة.